# 阿部軍治
阿部 軍治（あべ ぐんじ、1939年5月16日 - 2014年8月29日）は、ロシア文学者、筑波大学名誉教授。専攻はロシア文学・文化、旧ソ連邦の地域研究、比較文学。
宮城県生まれ。1960年から3年間日本電信電話公社に勤務した後、1967年早稲田大学第一文学部露文科卒業。1969年、同大学大学院文学研究科ロシア文学専攻修士課程修了。1973年、同研究科博士課程単位取得退学。1975年、筑波大学現代語・現代文化学系講師、1986年助教授、1992年教授。1999年、筑波大学より博士（文学）を取得。2000年から2002年まで、筑波大学外国語センター長を務めた。2003年定年退職、名誉教授。
このほか、日本トルストイ協会副会長を務めた。

## 著書
- 『海外旅行ポケットロシア語会話』大学書林 1978.3
- 『徳富蘆花とトルストイ 日露文学交流の足跡』彩流社 1989.4
- 『ペレストロイカの文学 現代ソビエトの文学闘争』彩流社 1990.7
- 『ソ連社会の行方 ペレストロイカの残したもの』彩流社 1991.9
- 『ソ連邦崩壊と文学 ロシア文学の興隆と低迷』彩流社 1998.2
- 『独習ロシア語』大学書林 2005.9
- 『シベリア強制抑留の実態 日ソ両国資料からの検証』彩流社 2005.10
- 『白樺派とトルストイ 武者小路実篤・有島武郎・志賀直哉を中心に』彩流社 2008.10
- 『慟哭のシベリア抑留 抑留者たちの無念を想う』彩流社 2010.9（歴史から学ぶ）

## 共編著
- 『ロシア語基本文1000』ゾーヤ・オーコニ共著 大学書林 1979.1
- 『ロシア語分類語彙集 和露』山田恒共編 大学書林 1981.5
- 『ロシア語会話練習帳』Л.ゴルボフスカヤ 大学書林 1992.4
- 『バフチンを読む』日本放送出版協会〈NHKブックス〉 1997.12（6名と共著）

## 翻訳
- 『ドストエフスキーの個性  ロマン=研究 ボリース・ブールソフ』黒田辰男共訳 理想社 1971-72